# Елизабет фон Ербах
Елизабет фон Ербах (на немски: Elizabeth von Erbach; * 30 юли 1578; † 15 март 1645 в Оберзонтхайм) е графиня от Ербах и чрез женитба шенка на Лимпург (Лимбург) и господарка на Оберзонтхайм в Баден-Вюртемберг.
Тя е дъщеря на граф Георг III фон Ербах (1548 – 1605) и втората му съпруга графиня Анна фон Золмс-Лаубах (1557 – 1586), дъщеря на граф Фридрих Магнус фон Золмс-Лаубах († 1561) и Агнес фон Вид († 1588).

## Фамилия
Елизабет фон Ербах се омъжва на 3 март 1606 г. в Ербах в Оденвалд за Хайнрих II Шенк фон Лимпург-Оберзонтхайм (* 22 януари 1573; † 13 май 1637), син на Фридрих VI Шенк фон Лимпург (1536 – 1596), господар на Шпекфелд-Оберзонтхайм, и Агнес фон Лимпург-Гайлдорф (1542 – 1606). Те имат децата:
- Луиза Юлиана фон Лимпург-Зонтхайм (* 2 юли 1608; † 2 юни 1630)
- Георг Фридрих фон Лимпург-Зонтхайм (* 14 юни 1610; † 5 май 1611)
- Лудвиг Казимир Шенк фон Лимпург-Зонтхайм (* 5 август 1611; † 3 октомври 1645), шенк на Лимпург, господар на Зонтхайм, женен на 9 декември 1638 г. за Доротея Мария фон Хоенлое-Валденбург-Пфеделбах (* 20 април 1618; † 16 септември 1695, Оберзонтхайм)
- Георг Хайнрих фон Лимпург-Зонтхайм (* 7 август 1612, Зомерхаузен; † 27 септември 1612/15 януари 1625)
- Анна Кристина фон Лимпург-Зонтхайм (* 15 декември 1615; † 28 май 1685, Валденбург), омъжена на 2 септември 1649 г. в Оберзонтхайм за граф Филип Готфрид фон Хоенлое-Валденбург (* 6 юни 1618; † 14 декември 1679)
- Фридрих Кристиан фон Лимпург-Зонтхайм (* 10 ямуари 1617; † 24 август 1617)